# 공단대로
공단대로(工團大路)는 전북특별자치도 군산시 조촌동에서 소룡동까지 이르는 군산시도로, 총 연장은 7.128 km이다. 도로명에 대한 유래는 군산시 산업단지를 경유하고 있는 것에서 명명되었다.

## 노선 정보
- 총 연장 : 7.128 km
- 기점 : 전북특별자치도 군산시 조촌동 235-9대 (사정리삼거리 = 번영로와 교차)
- 종점 : 전북특별자치도 군산시 소룡동 488잡 (공단삼거리 = 해망로와 교차)

## 지리

### 통과하는 지자체
- 군산시
  - 조촌동 - 수송동 - 나운2동 - 나운1동 - 소룡동

### 접촉하는 도로
- 번영로 (국도 제26호선의 일부)
- 수송로
- 경포천로
- 미장서로
- 수송동로
- 수송안길
- 수송남로
- 축동로
- 백토로
- 하나운로
- 나운로
- 대학로
- 현충로
- 동아로
- 칠성로
- 공항로
- 해망로 (국도 제4호선, 국도 제21호선, 국도 제77호선의 일부)

## 특이 사항
- 군산시에 있는 공단로의 형식적인 명칭이기 때문에 공단과 관련이 깊은 도로로 작명하고 있어, 대한민국의 유일한 공단대로의 이름이 부여된 곳이다.
- 철도 연계역은 없으며 화물 전용 철도 노선인 군산화물선이 공단대로와 인접한 철도이기도 하다.
- 도로 주변에는 각종 아파트 단지들이 많이 모여 있는 것으로 보인다.